# Planokarte
Bei einer Planokarte (auch: „Posterkarte“ oder „Wandkarte“) handelt es sich um eine kartografische Karte, die nicht gefaltet ist. Die Karte ist unverarbeitet und liegt in Originalgröße vor. Häufig ist eine Planokarte eine gesonderte Anfertigung, und nicht einfach nur eine Vergrößerung einer kleinmaßstäbigen Karte.
Es existieren unterschiedliche Typen von Planokarten:
- Metallbestäbte Planokarte

Eine metallbestäbte Planokarte ist in der Regel am oberen und unteren Rand mit einer Metallleiste eingefasst, so dass sie ohne weitere Befestigung aufgehängt werden kann.
- Laminierte Planokarte (auch: Folierte Karte)

Eine laminierte Planokarte ist in der Regel beidseitig, selten nur einseitig laminiert, so dass sie beschreibbar, abwaschbar und sehr reißfest ist.
- Holzbestäbte Planokarte

Holzbestäbte Planokarten sind am oberen und unteren Rand mit einem Rundholz eingefasst, sie werden in der Regel laminiert und auf Leinwand oder kaschiertes Gewebe gezogen als Schulwandkarten eingesetzt.
- Pinnwandkarte

Eine Pinnwandkarte (auch: WA-Board) ist direkt auf einer Hartschaum- oder Weichfaserplatte aufgebracht, so dass auf ihr wie auf einer Pinnwand Markierungen mit Stecknadeln aufgebracht werden können.
- Magnetwandkarte

Bei einer Magnetwandkarte (auch: MA-Board) ist die Planokarte auf eine Metallplatte aufgezogen, so dass sie wie eine Pinnwandkarte benutzt werden kann, ohne dass sie durch das Einstechen von Stecknadeln beschädigt wird. Markierungen werden in diesem Fall durch kleine Magnete aufgebracht.